# Horace Walpole
Horace Walpole, właśc. Horatio Walpole 4. hrabia Orford (ur. 24 września 1717 w Londynie, zm. 2 marca 1797 tamże) – angielski pisarz i arystokrata, syn Roberta Walpole’a, pierwszego premiera Wielkiej Brytanii. Był jednym z twórców gotycyzmu.
Od 1791 był hrabią Orford. Od 1741 zasiadał w brytyjskim parlamencie. Wzniósł pierwszą na wyspach rezydencję w stylu nawiązującym do gotyku – Strawberry Hill. Był autorem pierwszej na świecie powieści gotyckiej Zamczysko w Otranto (1764). Jego korespondencja Letters (t. 1-19) stanowi cenny dokument życia kulturalnego epoki.

## Życiorys
Walpole urodził się w Londynie jako najmłodszy syn brytyjskiego premiera Roberta Walpole’a. Podobnie jak ojciec, uczył się w Eton College i King’s College w Cambridge. Po ukończeniu uniwersytetu Walpole wybrał się w Grand Tour z poetą Thomasem Grayem. Podczas podróży obaj uwikłali się w liczne dysputy.  
Walpole wrócił do Anglii w 1741 roku i dostał się do parlamentu z okręgu Callington w Kornwalii. Pozostał członkiem Parlamentu do 1754 roku.

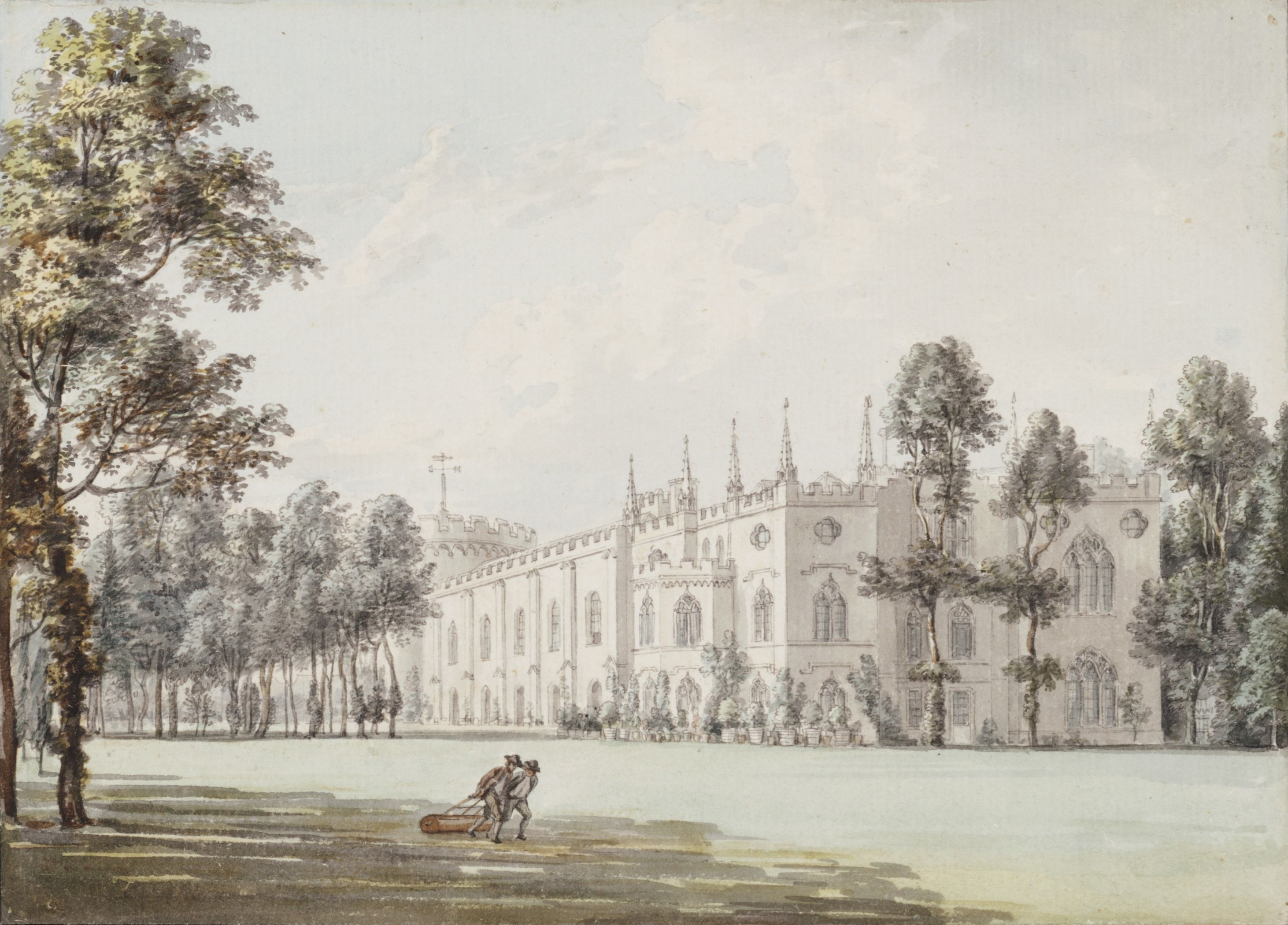
Strawberry Hill, autor Paul Sandby

Jego architektoniczną kreacją, istniejącą do dzisiaj, jest Strawberry Hill, dom, który zbudował w Twickenham, w południowo-zachodnim Londynie, w którym wskrzesił styl gotycki wiele dekad przed jego następcami z czasów wiktoriańskich. Wymyślne połączenie neogotyku stało się nowym architektonicznym trendem. 
W 1769 roku poeta-fałszerz Thomas Chatterton (1752–1770) wysłał Walpole’owi pracę Rowley’s History of England, rzekomo autorstwa Thomasa Rowleya, wymyślonego przez siebie mnicha z XV wieku, czym udało mu się na krótko oszukać pisarza. W 1770 roku Chatterton popełnił samobójstwo, a Walpole został niesłusznie oskarżony o przyczynienie się do jego śmierci. Zmarł w 1797 roku, a jego tytuł nie był więcej używany. Pozostawił po sobie dużą ilość korespondencji, która została opublikowana w wielu tomach, poczynając od 1798 roku. Podobnie duża kolekcja jego dzieł, wliczając w to pisma historyczne, została opublikowana bezpośrednio po jego śmierci.

### Polityka
Podobnie jak swój ojciec, był zwolennikiem króla Jerzego II Hanowerskiego i królowej Karoliny, stając po ich stronie przeciw ich synowi, Fryderykowi, księciu Walii, o którym pisał złośliwie w swoich wspomnieniach. Był też częstym gościem na Boyl Farm w Thames Ditton, gdzie poznał Boyle-Walsinghamów oraz lorda Hertforda. Ojciec został hrabią Orford w 1742 roku. Starszy brat, 2. hrabia Orford (1701–1751), przekazał tytuł synowi, 3. hrabiemu Orford (1730–1791). Kiedy ten zmarł nie wstępując w związek małżeński, Horace Walpole otrzymał tytuł 4. hrabiego Orford.

## Życie prywatne
Przedmiotem różnych spekulacji była orientacja seksualna Walpole’a. Nigdy nie był żonaty, choć zaangażowany w szereg nieskonsumowanych flirtów z wolnymi stanem kobietami. Do bliskich mu osób zaliczano rzeźbiarkę Anne Seymour Damer (1749–1828) i pisarkę Mary Berry (1763–1852), którą niektóre źródła określały jako lesbijkę. Wiele ówczesnych osób określało go jako zniewieściałego. Historyk architektury, Timothy Mowl, w jego biografii Horace Walpole: The Great Outsider zakładał, że Walpole był zdeklarowanym homoseksualistą i wnioskował, że miał on romans z Thomasem Grayem podczas ich wspólnej podróży, porzuciwszy go następnie dla lorda Lincolna. Mimo to nie ma na to dokładnych dowodów, poza rozległą korespondencją Walpole’a, a wcześniejsi biografowie, jak: Wilmarth Sheldon Lewis, Brian Fothergill (1921–1990, autor The Strawberry Hill Set: Horace Walpole and His Circle) i Robert Wyndham Ketton-Cremer (1906–1969) pisali, że był on aseksualny.

## Twórczość
Strawberry Hill miało swoją własną maszynę drukarską, która była pomocna autorowi w jego intensywnej działalności literackiej. W 1764 roku opublikował on anonimowo powieść gotycką zatytułowaną Zamczysko w Otranto i twierdził na stronie tytułowej, że było to tłumaczenie z oryginału włoskiego. Przedmowa do drugiego wydania, według Jamesa Watta, była postrzegana jako manifest nowoczesnego romansu gotyckiego. Pojawiło się tam m.in. stwierdzenie, że jego dzieło, zatytułowane Opowieść gotycka (A Gothic Story), miało przywrócić jakość wyobrażeń i inwencji ówczesnej literatury. Zarówno w przedmowach do obu wydań, jak i w narracji samego tekstu zawarta jest duża dawka humoru i żartobliwości. Powieść zaczyna się od tego, jak syn Manfreda (księcia Otranto) zostaje zmiażdżony masywnym hełmem, który pojawił się dzięki siłom nadprzyrodzonym. Ten moment, jak i reszta rozwijającej się fabuły, tworzą mieszankę wysublimowanych i żartobliwych elementów. Ostatecznie autor rysuje obraz przedstawiający upadek rodziny Manfreda, schemat ten służył potem jako model dla innych utworów gotyckich. Od 1792 roku Walpole publikował pracę Anecdotes of Painting in England, bazując na manuskrypcie z notatkami George’a Vertue. Jego wspomnienia życia społecznego i politycznego, choć mocno stronnicze, stanowiły cenne źródło dla historyków.
W jednym z wielu listów z 28 stycznia 1754 roku Walpole ukuł słowo „serendipity”, zaczerpnięte z bajki zatytułowanej The Three Princes of Serendip. Często cytowany epigram: „Ten świat jest komedią dla tych, co myślą, a tragedią dla tych, co czują”, pochodzi z jego listu do Anny hrabiny Ossory z 16 sierpnia 1776 roku. Oryginalna, pełna sentencja znajdowała się w liście napisanym do Horacego Manna z 31 grudnia 1769 roku: „Często mówiłem i jeszcze częściej myślałem, że ten świat jest komedią dla tych, co myślą i tragedią dla tych, co czują – to wyjaśnienie dlaczego Demokryt się śmiał, a Heraklit płakał”.
W pracy Historic Doubts on the Life and Reign of King Richard III (1768) Walpole bronił Ryszarda III przeciw powszechnemu przekonaniu, że zabił on oboje książąt w swojej wieży. Wtórowało mu kilku innych pisarzy, jak Josephine Tey i Valerie Anand. To dzieło, podług Emile Legouis, świadczy, że Walpole był zdolny do krytycznej inicjatywy.

## Dzieła
- Letters of Xo Ho to his friend Lien Chi at Pekin (1757)
- Catalogue of the Royal and Noble Authors of England (1758)
- Some Anecdotes of Painting in England, 1762
- Zamczysko w Otranto (ang. The Castle of Otranto 1764)
- The Mysterious Mother, 1768
- Historic Doubts on the Life and Reign of Richard III, 1768
- Memoirs of the last 10 years of George II
- Memoirs of the reign of George III
- Hieroglyphic Tales
- The Letters of Horace Walpole, Earl of Orford – Volume 1
- The Letters of Horace Walpole, Earl of Orford – Volume 2
- The Letters of Horace Walpole, Earl of Orford – Volume 3
- The Letters of Horace Walpole, Earl of Orford – Volume 4
- Letters of Horace Walpole – Volume I
- Letters of Horace Walpole – Volume II

## Literatura
- Frank, Frederick, „Introduction” in The Castle of Otranto.
- Haggerty, George. „Queering Horace Walpole”. SEL 1500-1900 46.3 (2006): 543-562
- Hiller, Bevis. Who’s Horry now?. The Spectator, September 14, 1996
- Langford, Paul. „Walpole, Horatio, fourth earl of Orford (1717–1797)”, Oxford Dictionary of National Biography, Oxford University Press, 2004
- Legouis, Emile. A History of English Literature. Trans. Louis Cazamian. New York: The Macmillan Company, 1957
- Mowl, Timothy. Horace Walpole: The Great Outsider. London: Murray, 1998. ISBN 0-7195-5619-8
- Norton, Rictor (ed.), „A Sapphick Epistle, 1778”, Homosexuality in Eighteenth-Century England: A Sourcebook. 1 December 1999, updated 23 February 2003
- Watt, James. „Gothic” in The Cambridge Companion to English Literature 1740–1830 ed. Thomas Keymer and Jon Mee, s. 119–138. Cambridge: Cambridge University Press, 2004.
- Verberckmoes, Johan (2007). Geschiedenis van de Britse eilanden. Leuven: Uitgeverij Acco Leuven. ISBN 978-90-334-6549-9